# Roman von Ungern-Sternberg
Pour les articles homonymes, voir Sternberg.
Nikolai Robert Maximilian Freiherr von Ungern-Sternberg (en russe : Роман Фёдорович фон Унгерн-Штернберг, Roman Fiodorovitch von Ungern-Sternberg ; né le 10 janvier 1886 à Graz et mort le 15 septembre 1921 à Novossibirsk), souvent appelé Roman von Ungern-Sternberg ou baron Ungern, est un général anticommuniste de la guerre civile russe, puis un chef de guerre indépendant qui intervient en Mongolie contre la Chine.
Appartenant à la minorité allemande balte de l'Empire russe, Ungern était un monarchiste ultraconservateur qui aspirait à restaurer la monarchie russe après les révolutions russes de 1917 et à faire revivre l'Empire mongol sous le règne du Bogd Khan. Son attirance pour le bouddhisme Vajrayana et son traitement excentrique, souvent violent, de ses ennemis et de ses propres hommes lui ont valu le sobriquet de "Baron fou" ou "Baron sanglant".
En février 1921, à la tête de la division de cavalerie asiatique, Ungern expulse les troupes chinoises de Mongolie et rétablit le pouvoir monarchique du Bogd Khan. Pendant les cinq mois d'occupation de la Mongolie extérieure, Ungern impose l'ordre dans la capitale, Ourga (aujourd'hui Oulan-Bator), par la peur, l'intimidation et la violence brutale à l'encontre de ses opposants, en particulier les bolcheviks. En juin 1921, il se rend en Sibérie orientale pour soutenir les forces partisanes antibolcheviques et empêcher une invasion conjointe de l'Armée rouge et des rebelles mongols. Cette action a finalement conduit à sa défaite et à sa capture deux mois plus tard. Il est fait prisonnier par l'Armée rouge et, un mois plus tard, il est jugé pour "contre-révolution" à Novonikolaïevsk (aujourd'hui Novossibirsk). Il est déclaré coupable à l'issue d'une parodie de procès de six heures et exécuté le 15 septembre 1921.
Baptisé Nikolai Robert Maximilian, il n'utilisait pas son prénom avec ses proches, signant simplement Ungern-Sternberg

## Biographie

### Naissance et éducation

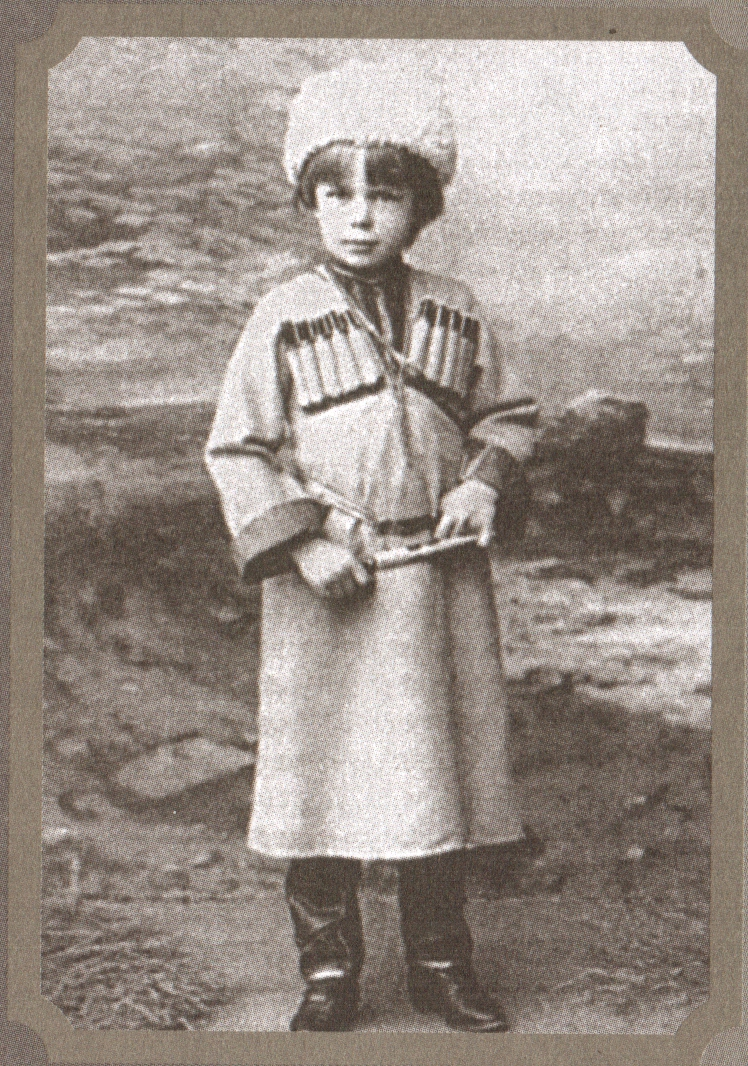
Roman von Ungern-Sternberg enfant.

La généalogie des Ungern-Sternberg fait remonter la famille dix-huit générations plus tôt, avec Hans von Ungern au XIIIe siècle, et était apparentée à celle du comte Hermann Keyserling. Les Ungern, avec les Rosen, les Tiesenhausen et les Uexküll, faisaient partie des quatre familles de la noblesse allemande de la Baltique que l’on appelait les « Quatre de la main réunie ». En outre, la famille d'Ungern-Sternberg était traditionnellement associée à l'aristocratie allemande ainsi qu'à l'empire russe.
Bien qu'il fût une grande partie de sa vie au service des Romanov, Ungern-Sternberg était d'origine allemande. À l'époque de sa naissance, l'Estonie était sous domination russe, ainsi son père Teodor Leonard Rudolf von Ungern-Sternberg introduisit son fils dans la noblesse du Tsar sous le nom de Roman Fedorovich. La famille Ungern-Sternberg était particulièrement illustre, avec des ramifications de plus de mille ans.
Jeune officier avant et pendant la Première Guerre mondiale, il se bâtit une réputation de solide buveur et en même temps d'exceptionnelle bravoure. Selon les propres mots de son supérieur hiérarchique à cette époque le jeune baron était un « guerrier dans l'âme », qui ne « vivait que pour la guerre », et n’obéissait qu'à son propre système de valeurs. Très tôt, il s'intéressa à la spiritualité.
Après le divorce de ses parents, Robert Maximilian von Ungern-Sternberg est élevé par sa mère, une riche héritière, née Sophie-Charlotte von Wimpffen (Famille von Wimpffen de Franconie), et par son beau-père, Oscar von Hoyningen-Huene, dans une propriété près de Reval (aujourd'hui Tallinn) en Estonie. Entré à l'École militaire Paul, à Saint-Pétersbourg, il en sort officier deux ans plus tard et est envoyé en tant que lieutenant dans une unité militaire en Transbaïkalie (Sibérie orientale), où il s'enthousiasme pour le mode de vie de peuples nomades comme les Mongols, les Bouriates et aussi pour les cosaques.
Pendant la Première Guerre mondiale, il combat en Galicie et acquiert une réputation de bravoure. Étant cinq fois blessé, il obtint l'ordre de Saint-Vladimir, de Saint-Stanislas et fut décoré de l'ordre de Saint-Georges.
Il fut également remarqué pour son insouciance et son instabilité psychique. Ainsi, selon le colonel Wrangel qui fut son supérieur dans le 1er régiment cosaque de Nertchinsk lors de la grande guerre, Ungern « ne connaît rien au règlement, fait fi de la discipline, ignore les éléments de la bienséance ». Dans ses Mémoires, le général Wrangel dit avoir hésité à le promouvoir au grade supérieur. Au moment des événements de 1917, il est général de l'armée impériale.

### Aspects initiatiques
Selon M. El Younssi, "[sa] vie faite de merveilleuse brutalité et de prodiges répétés ne peut être comprise que si replacée dans une perspective initiatique". Par sa généalogie, il était intimement lié au bouddhisme depuis au moins trois générations et c'est très tôt qu'il fut mis directement en contact avec un ordre initiatique tibétain de nature tantrique, le Vajrayāna. Durant la guerre russo-japonaise, il était officier cosaque en Sibérie et en Mongolie, entre 1908 et 1914. C'est à cette époque que, selon ses propres dires, il forma un « Ordre armé bouddhiste » pour servir le Tsar et combattre la révolution. Parmi les règles de cet ordre, figuraient « le célibat et l'usage illimité de l'alcool, du haschich et de l'opium ». Ces substances étaient censées aider les initiés à dépasser, selon les propres mots d'Ungern-Sternberg, les limites physiques de l'individualité humaine, mais il admit plus tard que cela ne donnait pas les résultats escomptés. Aussi ultérieurement en Mongolie, affirme-t-il, il interdit l'alcool. C'est à cette époque qu'il réunit « trois cents hommes, brutaux et féroces », dont certains resteront avec lui jusqu'en 1921. En 1913, il s'acquitta de ses obligations militaires et, solitaire, s'enfonça dans les immensités de la Mongolie. C'est à cette époque qu'il forma une « armée mongole » et qu'on le retrouve en Mongolie occidentale, à Kobdo (Khovd), en tant que membre de la garde locale du consulat russe. L'un de ses camarades sur place se souvint que « quand on regardait Ungern, on avait l'impression d'être transporté au Moyen-Âge... [il apparaissait] comme ces hommes d'avant, avec la même soif de guerre et la même foi en le surnaturel ». À cette époque, Ungern-Sternberg était décrit comme lié à des formes initiatiques tantriques d'un ordre particulièrement élevé. En outre, sa détestation des Juifs, qu'il accusait de collusion et d'inspirateurs des bolcheviques, était très profonde.
On a d'Ungern-Sternberg cette affirmation : « Dans les livres bouddhiques comme dans les vieux livres chrétiens, on lit de graves prophéties relatives à l'époque où devra commencer la guerre entre les bons et les mauvais esprits. Alors surviendra la malédiction inconnue, qui, s'abattant sur le monde et balayant la civilisation, étouffera toute moralité et détruira les peuples. Son arme est la révolution. Dans toute révolution, l'intelligence créatrice qui se fonde sur l'expérience du passé est remplacée par la force jeune et brutale du destructeur. Celui-ci donnera la prééminence aux passions viles et aux bas instincts. L’homme s'éloignera du divin et du spirituel. »

### La guerre blanche en Extrême-Orient
Il est envoyé en Sibérie en février 1917 auprès de l'ataman Grigori Semenov pour y établir une présence loyaliste. Après la révolution que déclenchent les Bolcheviks en octobre, Semenov et Ungern entrent en guerre contre eux. Ungern-Sternberg est extrêmement fier des origines aristocratiques de sa famille. Il écrit que sa famille n'a jamais « reçu d'ordres des classes laborieuses » et considère scandaleux que « les travailleurs sales qui n'ont jamais eu leurs propres domestiques puissent avoir leur mot à dire dans les décisions du vaste Empire russe ». Selon certaines sources, dans les premiers mois, Ungern-Sternberg se serait fait remarquer par sa cruauté à l'égard de la population locale et de ses subordonnés et aurait gagné le surnom de « baron sanglant ». Certains l'appellent aussi « le baron fou » en raison de son comportement excentrique. D'autres sources prétendent plutôt que ce sont les subordonnés du baron qui agissaient cruellement alors qu'il était au combat. Lui et Semenov, même s'ils combattent les Bolcheviks, n'appartiennent pas aux armées blanches et refusent d'obéir à l'amiral Koltchak, chef suprême des Blancs. Ils obtiennent en revanche le soutien du Royaume-Uni, de la France (Paul Pelliot) et du Japon. Ce dernier envisage de créer un État-tampon sous l'autorité de Semenov comme point d’appui dans la région pour partir à la conquête du monde.
En avril 1920, alors que Koltchak a été exécuté et que Denikine a démissionné, les Rouges avancent sur la Sibérie. Favorables eux aussi à la création d’une Transbaïkalie indépendante de Moscou – probablement pour gagner le temps nécessaire à prendre le contrôle de la région –, ils fondent à Tchita une République d'Extrême-Orient, dont Semenov et les Japonais tenteront en vain de prendre le contrôle. Mais au mois d’octobre, les bolcheviks passent à l’offensive et le sort en est joué ; vaincu par les Soviétiques, l’ataman Semenov abandonne ses hommes et s’envole pour Port-Arthur.

### La «Division sauvage»

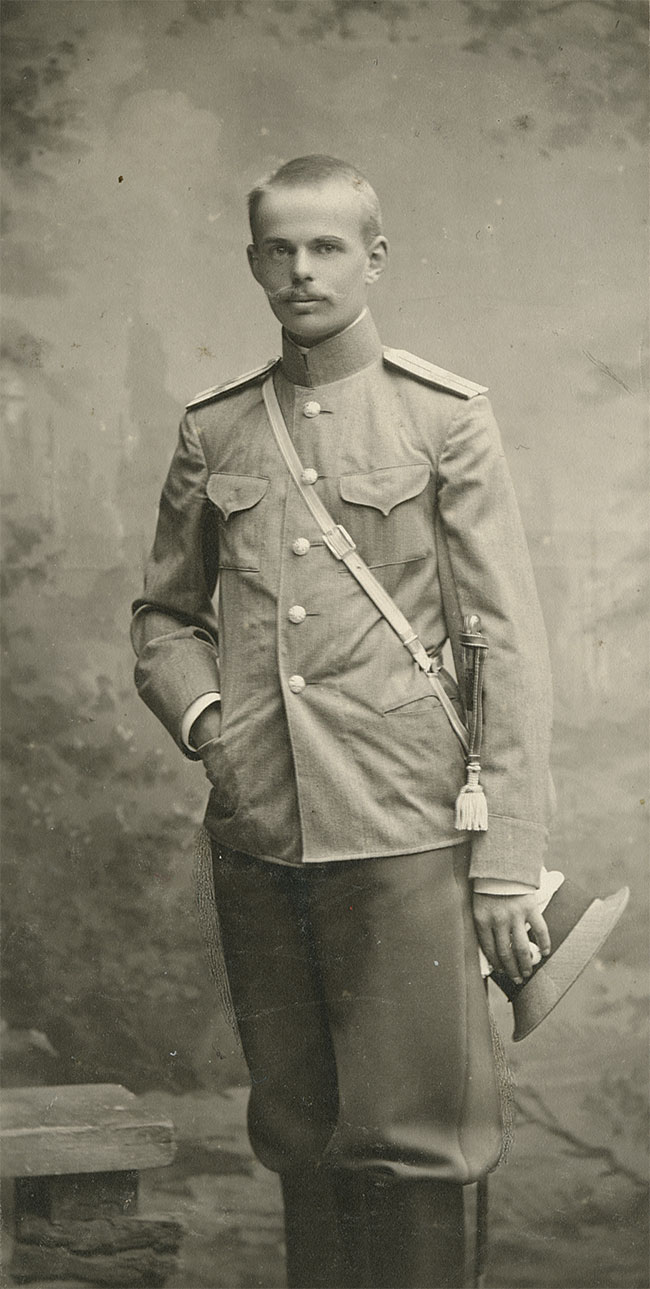
Roman von Ungern-Sternberg.

L’armée d’Ungern-Sternberg, la « Division sauvage », qui s’était tout d’abord appelée « Corps indigène », puis Corps étranger et qui devint finalement la Division de cavalerie asiatique, était composée de deux mille cavaliers émérites venus de tous les horizons (Mongols, Bouriates, Kalmouks, Kazakhs, Bachkirs et même Japonais). Elle était pour moitié constituée de Cosaques russes, qui en outre composaient tout son état-major. Sur les drapeaux de son armée était brodée la lettre M, à propos de laquelle les interprétations divergent, certains historiens estimant qu'elle évoquait le grand duc Michel Alexandrovitch, associé à l'archange Michel, d'autres, Maitreya, le Bouddha du futur. En raison de la présence de Koltchak en Sibérie centrale, Semenov et Ungern combattaient plus à l’est, en Transbaïkalie, et leurs attaques sur les trains de ravitaillement gênèrent considérablement les opérations de Koltchak dans l’Oural.
En 1920, Ungern se sépare de Semenov et devient chef de guerre indépendant. Il considère la monarchie comme la seule forme de gouvernement susceptible de sauver la civilisation occidentale de la corruption et de l’auto-destruction. Son ambition était de combattre la décadence de la civilisation occidentale en ramenant l’esprit du divin dans le cœur des hommes. Il affirme : « En combattant les dévastateurs criminels et les corrupteurs de la Russie, il ne faut pas oublier que la chute des mœurs et la prostitution absolue des corps et des âmes ne nous permettent pas de nous en tenir aux anciennes valeurs. Il ne peut y avoir qu'une punition : la peine de mort. Les bases de la justice ont changé. Finies "la justice et la miséricorde". Voici venu le temps de "la justice et de la cruauté la plus impitoyable". Le mal venu sur terre pour effacer des âmes le principe divin doit être éradiqué. »
Au sujet des juifs, il précise qu'il « ne doit en rester ni hommes ni femmes en état de procréer ». Il publie également l'ordre n°15 qui indique : « Exterminer les commissaires, les communistes et les juifs avec leurs familles. Confisquer tous leurs biens ».

### En Mongolie
À l’été 1920, le baron et sa cavalerie franchirent la frontière et prirent la route d'Ourga, capitale de la Mongolie autonome. Les bolcheviks, lorsqu’ils l’apprirent, redoublèrent d’efforts pour soutenir le clan de Soukhé Bator, chef des communistes mongols, qui envoya des partisans contre la Division d’Ungern. Mais le baron, s’enfonçant davantage en direction de la steppe, traversant rivières et forêts, s’évanouit dans la nature. En octobre 1920, après avoir été porté disparu par la presse occidentale – qui suivait avec passion la folle aventure du dernier général blanc –, Ungern, accueilli en libérateur par la population, fit sa réapparition et s’employa à attaquer Ourga pour en chasser les Chinois. Rejoint par des Cosaques errants, des Russes issus des armées blanches en déroute, des Tibétains, des Mongols, des Bouriates et des fuyards de toute origine ayant trouvé refuge dans les environs, Ungern finit par prendre la ville malgré la large supériorité numérique des Chinois. Près de 850 personnes sont exécutées sur les ordres du baron entre février et août 1921[réf. souhaitée].

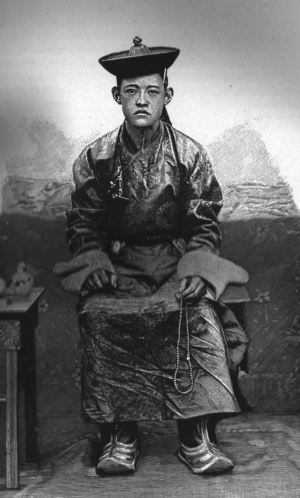
Le Bogdo Khan (1869–1924) de Mongolie.

Ungern-Sternberg, à Ourga, avait rétabli le Bogdo Khan sur son trône. Mais le baron, pensant que Semenov, replié sur la Mandchourie, allait peut-être le soutenir depuis l’Extrême-Orient, décida de partir pour la Transbaïkalie avec l’idée d’une reconquête de la Sibérie occidentale. En mai 1921, après avoir été béni par le Khoutouktou et avoir reçu le titre de « khan » de Mongolie, Ungern quitta donc Ourga avec sa Division, ne laissant sur place que cent cinquante hommes pour protéger la ville. Mais entre-temps, les forces de Soukhé Bator avaient pris de l’importance. Avec l’aide des Soviétiques, celui-ci avait fondé un gouvernement provisoire de Mongolie et pris la tête d’une armée révolutionnaire. Après le départ d’Ungern, il fit son possible pour tenter de rompre l’entente entre le baron et le Bogdo Khan, auquel il proposa de lutter ensemble afin de préserver l’indépendance de leur pays. Mais le Khoutouktou refusa de se retourner contre Ungern, qu’il assura être un ami de leur peuple et un défenseur de la Mongolie. Soukhé Bator fit alors appel à l’aide des Soviétiques, qui franchirent la frontière en juin 1921 pendant que lui-même entrait dans Ourga et s’y imposait.
Ungern, avec ses quatre mille hommes, n’avait aucune chance contre les troupes bolchéviques, mongoles et russes, qui comptaient ensemble quelque quinze mille soldats parfaitement équipés, entraînés et disciplinés. Ici ou là, le baron Ungern parvint encore à remporter quelques victoires contre les bolcheviks, mais sans base arrière ni secours possible son échec était programmé. Ce furent ses officiers qui complotèrent contre le baron lorsqu'ils comprirent que l'aventure touchait à sa fin. Ungern s’enfuit et trouva refuge dans l’escadron d’un prince mongol. Mais là aussi, ses ennemis s’étaient regroupés et bien que l’on ne sache pas vraiment comment les événements se déroulèrent, il se retrouva aux mains de partisans de Soukhé Bator, qui le ligotèrent et l’abandonnèrent sur place après s’être inclinés devant lui car en Mongolie, Ungern était toujours le Dieu de la guerre et même ses ennemis continuaient de le respecter. Selon Vladimir Pozner, le baron aurait été pris par les Rouges ; ficelé ou endormi, sous un arbre, dans une charrette ou sous une tente, on ne sait trop, et qu'il aurait été en tous les cas trahi par les Mongols. Le 15 septembre 1921, s’ouvrit à Novonikolaïevsk le procès du baron Ungern-Sternberg, qui fut traité avec déférence. Les chefs d’accusation retenus contre lui furent de s’être battu contre la révolution, d’avoir été un agent des Japonais et d’avoir commis des crimes. Il fut reconnu coupable sur tous les points, condamné à être fusillé et aurait été exécuté le soir même. Cette version est conforme aux pratiques habituelles des bolchéviks en campagne, mais fut contestée, sans donner des références, par René Guénon qui écrit qu'il « ne fut nullement capturé par les bolchévistes et que, quoique très jeune encore, il mourut de mort naturelle [...] ».

## Les mythes du «baron fou», du «dieu de la guerre» et du «noble combattant»
Ainsi le 13e dalaï-lama décrivait Ungern-Sternberg comme une émanation de Mahakala (divinité courroucée du bouddhisme tibétain). Ferdynand Ossendowski rapporte que Ungern-Sternberg était considéré comme le « généralissime du Bouddha vivant ». Ossendowski précise qu'il y avait à l'époque trois « Bouddha vivants », « [...] et ils ont chacun des attributs fort distincts. Le Dalaï-Lama qui réside à Lhassa au Thibet est comme l’incarnation ou mieux la réalisation de la sainteté de Bouddha. Le Lama de Tasschi-Lumpo qui réside à deux cents kilomètres de Lhassa, réalise la sagesse et la science de Bouddha. Le Troisième, le mien, que j’ai vu dans son palais à Ourga en Mongolie, représente la force matérielle et guerrière de Bouddha. ».
Comme le précise Léonid Youzéfovitch dans sa biographie, Ungern fut surnommé « le baron fou » après sa mort. En 1924, le major Antoni Alexandrowicz, officier polonais qui avait été sous les ordres directs du baron le décrit comme suit : « Le baron Ungern était un homme extraordinaire, une nature très compliquée, aussi bien au point de vue psychologique qu'au point de vue politique. Pour donner d'une façon simple ses traits caractéristiques, on pourrait les formuler ainsi : 1° il était un adversaire acharné du bolchevisme, dans lequel il voyait un ennemi de l'humanité entière et de ses valeurs spirituelles ; 2° il méprisait les Russes, qui à ses yeux avaient trahi l'Entente, ayant rompu pendant la guerre avec leur serment de fidélité envers le tsar, puis envers deux gouvernements révolutionnaires, et ayant accepté ensuite le gouvernement bolchéviste ; 3° il ne tendait guère la main à aucun Russe, et il fréquentait seulement les étrangers (et aussi les Polonais, qu'il estimait à cause de leur lutte contre la Russie) ; parmi les Russes, il préferait les gens simples aux intellectuels, comme étant moins démoralisés ; 4° c'était un mystique et un Bouddhiste qui nourrissait la pensée de fonder un ordre de vengeance contre la guerre ; 5° il envisageait la fondation d'un grand empire asiatique pour la lutte contre la culture matérialiste de l'Europe et contre la Russie soviétique ; 6° il était en contact avec le Dalaï-Lama, le « Bouddha vivant » et les représentants de l'Islam en Asie, et il avait le titre de prêtre et de Khan mongol ; 7° il était brutal et impitoyable comme seul un ascète et un sectaire peut l'être : son manque de sensibilité dépassait tout ce qu'on peut imaginer, et semblait ne pouvoir se rencontrer que chez un être incorporel à l'âme froide comme la glace, ne connaissant ni la douleur, ni la pitié, ni la joie, ni la tristesse ; 8° il avait une intelligence supérieure et des connaissances étendues : il n'y avait aucun sujet sur lequel il ne pût donner un avis judicieux, et d'un coup d'œil il jugeait la valeur d'un homme qu'il rencontrait […] ».
Ungern et Semenov étant étroitement associés, ils sont fréquemment confondus et tenus pour responsables chacun des massacres de l'autre, mais le principal auteur en fut le colonel Leonid Sipaïlov, passé chez Ungern après avoir servi Semenov. Selon les sources de première main aujourd’hui à disposition, c’est à Sipaïlov et à ses acolytes que sont imputables la plupart des abominations perpétrées.
Dans « Cosaques », Mikhaïl W. Ramseier rapproche la figure d'Ungern de celle du conquistador Lope de Aguirre, qui, sous bien des angles, partagea le même type de parcours et la même réputation sulfureuse, leur destin tragique s’achevant brutalement au terme d’une épopée désespérée. Tout comme Aguirre descendant le Marañon avec ses hommes, à la recherche d’une terre où fonder la société dont il rêvait, Ungern traversa la Transbaïkalie avec ses Cosaques, en quête lui aussi d’un monde bâti selon ses idées. Il tenta d’améliorer les conditions de vie à Ourga, tout comme Aguirre le fit au Venezuela. Privilégiant une existence simple et sans artifice, ne recherchant jamais le pouvoir pour eux-mêmes, Ungern et Aguirre étaient proches des « petites gens » et vivaient à la dure au milieu de leurs soldats. Aguirre disait de lui-même qu’il était la « colère de Dieu » ; Ungern était quant à lui qualifié de « Dieu de la guerre ». Et derrière la légende et la rumeur populaire, les archives montrent aujourd'hui que ces hommes étaient des chefs respectés, mais les moyens impitoyables dont ils usèrent leur forgea une réputation de fous sanguinaires au goût d’Apocalypse.
René Guénon réfute la description donnée d'Ungern-Sternberg par V. Pozner dans son livre Le Mors aux dents, qui le voit comme un simple opportuniste réactionnaire et « agent du Japon ». Guénon se demande s'il « [...] ne fut pas plus vraisemblablement mû par des influences d'un tout autre ordre ; et nous ajouterons encore, à ce propos, qu'il n'était pas précisément ce qu'on pourrait appeler un « néo-bouddhiste », car, d'après des informations que nous avons eues d'une autre source, l’adhésion de sa famille au Bouddhisme remontait à la troisième génération ». D'une façon plus générale, Guénon restitue la dimension psychologique, spirituelle et guerrière du baron Ungern-Sternberg.

## Dans les arts et la culture populaire

### Filmographie

#### Cinéma
- 1942 : Il s'appelle Sukhe-Bator de Iosif Kheifits et Aleksandr Zarkhi : Nikolai Cherkasov.
- 1968 : Iskhod de Anatoli Bobrovsky et Dshamjangijn Buntar : Aleksandr Lemberg.
- 2002 : Corto Maltese, la cour secrète des arcanes : Pascal Morelli.
- 2010 : Titans de Nicolas Siegenthaler : Nicolas Siegenthaler.

### Littérature

#### Récit d'aventure
- Ferdynand Ossendowski en brosse un portrait, dans son récit autobiographique Bêtes, Hommes et Dieux (1923).

#### Roman
- Le baron Ungern est également le personnage principal de l'écrivain communiste Vladimir Pozner, paru aux éditions Denoël en 1937 et réédité chez Actes Sud/Babel en 2005, Le Mors aux dents.
- En France, Jean Mabire publie Ungern le baron fou chez Balland en 1973
- Léonid Youzéfovitch, dans Le baron Ungern, Khan des Steppes (1993), le transforme en illuminé cruel et peu intelligent
- Il apparaît aussi dans En attendant le roi du monde (2006) d'Olivier Maulin.
- Il est un des personnages de Robert de Goulaine : Les Seigneurs de la mort, éditions de la Table Ronde, 2006  (ISBN 2710328275).
- Le livre Espace et labyrinthes de Vassili Golovanov (2008) consacre un long passage à l'histoire de Ungern-Sternberg pendant sa période en Mongolie.
- Le baron Ungern von Sternberg est un des protagonistes de Les Vents barbares, de Philippe Chlous. Editions : La manufacture du Livre, 2016  (ISBN 978-2-35887-128-0)
- Le baron Von Ungern-Sternberg est un personnage important chez Hugo Pratt " Cour des mystères " qui se rattache à l'univers de Corto Maltese.

#### Bande dessinée
- Le baron von Ungern-Sternberg apparaît dans Corto Maltese en Sibérie (1979) d'Hugo Pratt.
- Il est également le personnage central de Crisse, parue en 1988 aux éditions Vents d'Ouest et intitulée : L'Ombre des Damnés - Ungern Kahn - Mongolie 1921. Il y est dessiné sous les traits de l'acteur allemand Klaus Kinski.
- On compte également une apparition du Baron von Ungern-Sternberg dansTaïga Rouge de Perriot et Malherbe, éditions Dupuis, 2008  (ISBN 9782800141664).
- Il est l'objet de Rodolphe et Michel Faure, Le Baron Fou[17], deux tomes publiés en 2015 aux éditions Glénat.

### Musique
- Le groupe Paris Violence lui dédie une chanson intitulée Ungern Sternberg dans son album Ni fleurs ni couronnes (2001).
- Le groupe La Souris déglinguée l'évoque dans Cheval de fer II, une chanson de son album Tambour et Soleil.
- Le groupe Indochine l'évoque aussi dans sa chanson Kao Bang, sous le nom de "Baron fou".

### Poésie
- Le baron Von Ungern-Sternberg apparaît à de nombreuses reprises dans l'ouvrage Ce curieux atour des ténèbres (Le Corridor bleu, 2023) du réalisateur de cinéma et poète F.J. Ossang.

### Jeu vidéo
- Le jeu vidéo Iron Storm utilise un personnage très fortement inspiré du baron von Ungern-Sternberg comme souverain de l'Empire Russo-Mongol, un État fictif en guerre contre une fédération contrôlant l'Europe occidentale. Le jeu se déroule dans un univers uchronique au cours duquel la Première Guerre mondiale dure depuis cinquante ans. Le passé de cet univers implique qu'Ungern-Sternberg est parvenu a conquérir la Russie bolchévique depuis la Mongolie, au lieu d'être capturé et exécuté par les bolchéviques en 1921.

### Témoignages et romans
- Roman Ungern von Sternberg, La sanglante vie du baron Ungern von Sternberg racontée par lui-meme (Manuscrit trouvé à Nikolaievsk), Editions Tatamis, 2014, traduit par Vladimir Volodine, préface et postface de Benoît Rayski,  (ISBN 9782917617700)
- Ferdynand Ossendowski, Bêtes, Hommes et Dieux, à travers la Mongolie interdite, 1920-1921, 1923, Phébus, 1999  (ISBN 2859403558), récit d'aventures.
- Dmitri Perchine, L'Épopée du baron Ungern-Sternberg en Mongolie. Mémoire d'un témoin sur le temps des troubles en Mongolie-Extérieure (1919-1921), traduit du russe et présenté par Dany Savelli, La Lanterne magique, 2010  (ISBN 9782916180106)
- Baron Ungern : Un officier témoigne, présentation par Paul Serey, préf. Laurent Schang, Nancy, Éditions du Verbe Haut, 119 p., 2024  (ISBN 978-2491187446)
- Vladimir Pozner, Le Mors aux dents, Babel, 2005  (ISBN 2742756825) (première édition en 1937), roman.
- (en) Nikolay Riabukhin, The Story of Baron Ungern-Sternberg told by his Staff Physician ; Hoover Institution Archives (réf. CSUZHH697-A), Stanford, États-Unis
- (en) Boris Volkov, « About Ungern », (trad. Elena Varneck) dans « Material ob Ungerne » 1921-1931 ; Hoover Institution Archives (HIA), Stanford, États-Unis.

### Monographies
- Philippe Flandrin, Les Sept Vies du mandarin français, Paul Pelliot ou la Passion de l'Orient, Éditions du Rocher, 2008,  (ISBN 9782268066516)
- Pio Filippani-Ronconi, « Il barone Román Fiodórovic von Ungern-Sternberg »
- Jean Mabire, Ungern Le Baron fou, Le livre de poche, 1977, n° 4876  (ISBN 2253015431)
- Jean Mabire, l'héritier blanc de Gengis Khan, les Éditions du veilleur de proue, Rouen, 1997  (ISBN 2912363020)
- (en) Nick Middleton, Baron Von Ungern-Sternberg, Short Books, 2001  (ISBN 0571208959)
- Mikhaïl W. Ramseier, Cosaques, 2009  (ISBN 2940038392)
- Érik Sablé, Ungern, Pardès, coll. « Qui suis-je ? », 2006  (ISBN 2867143829)
- Léonid Youzefovitch, Le baron Ungern, Khan des steppes, Éditions des Syrtes, 2001  (ISBN 2845450362)

### Articles
- Guénon, René, Compte-rendu du livre de V. Pozner, article reproduit dans Le Théosophisme, histoire d'une pseudo-religion, 1921.
- Savelli, Dany, « Ungern-Sternberg : enfin une biographie », Association Anda, bulletin n°18, juillet 1995.